# Linea di Confine Inter-Entità

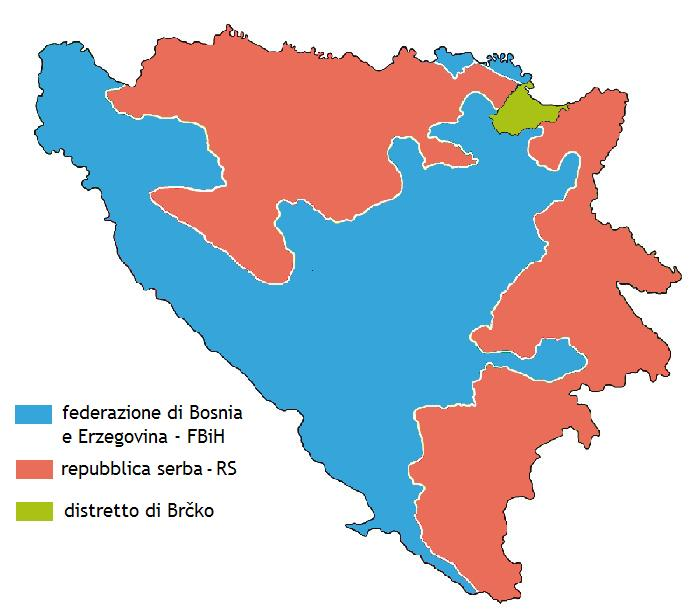
Divisioni politico-amministrative della Bosnia e Erzegovina, 2006

La Linea di Confine Inter-Entità (in inglese IEBL, Inter-Entity Boundary Line) divide la Bosnia ed Erzegovina in due entità: la Federazione di Bosnia ed Erzegovina e la Repubblica Serba di Bosnia ed Erzegovina, la sua lunghezza totale è di 1080 km.
La Linea di Confine Inter-Entità fu definita durante gli accordi di Dayton e rispecchia quasi fedelmente la linea del fronte al termine della guerra bosniaca del '92-'95, con qualche aggiustamento nella parte occidentale del Paese (Bosanska Krajina) e intorno alla città di Sarajevo.
Le attuali divisioni politiche della Bosnia ed Erzegovina furono stabilite all'interno della nuova costituzione sancita nell'Appendice 4 del "General Framework Agreement for Peace" nel novembre 1995 a Dayton (USA), e successivamente firmata a Parigi il 14 dicembre dello stesso anno. Quella fu la prima occasione in cui nuovi confini di Stati furono delineati e decisi con l'apporto tecnologico dell'immagine satellitare tridimensionale e della cartografia digitale.
Oggi la Linea di Confine Inter-Entità non è più controllata militarmente (nemmeno dalla polizia), non ci sono frontiere e può essere attraversata come un qualsiasi confine tra 2 municipalità.